# Bacidia johnstoniae
Bacidia johnstoniae är en lavart som beskrevs av Elix. Bacidia johnstoniae ingår i släktet Bacidia och familjen Ramalinaceae.   Inga underarter finns listade i Catalogue of Life.